# Красное Поле (Рязанская область)
Кра́сное По́ле — посёлок в Сараевском районе Рязанской области. Входит в состав Желобовского сельского поселения.

## История
Посёлок отделения «Красное» совхоза «Красная Вершина» возник в начале 1930-х годов на месте прекратившего своё существование посёлка Красное Поле и получил наименование по названию созданного в это время совхоза «Красная Вершина». В 1993 году по просьбе жителей посёлка переименован в Красное Поле. Повторно переименование утверждено постановлением Рязанской областной Думы от 2 октября 1996 года.

## Население
| 2010 |
| ---- |
| 60   |